# BICAM
BICAM - CEBAM (The Biblical Centre for Africa and Madagascar - Le Centre Biblique pour l'Afrique et Madagascar - Centrum Biblijne dla Afryki i Madagaskaru) - oficjalny organ Kościoła katolickiego w Afryce. Powołany przez SECAM - Symposium of Episcopal Conferences of Africa and Madagascar (Sympozjum Konferencji Episkopatów Afryki i Madagaskaru). 
Jego rola polega na promowaniu, organizowaniu i koordynacji apostolatu biblijnego w Afryce i na przyległych wyspach. Jest ośrodkiem dostarczającym materiały związane z badaniami biblijnymi i z apostolatem biblijnym w Afryce. Działa jako ośrodek wspierający kontakty oraz współpracę między przedstawicielami apostolatu biblijnego, którzy razem szerzą znajomość Słowa Bożego oraz życia i misji Kościoła w Afryce, przy poszanowaniu różnorodności i charyzmatów członków.

## Historia BICAM
- W roku 1975 biskupi SECAM zwrócili się do WCFBA (World Catholic Federation for the Biblical Apostolate - Światowa Federacja Katolicka na rzecz Apostolatu Biblijnego), aby rozpoczęła działania mające na celu koordynację apostolatu biblijnego na kontynencie afrykańskim. Biuro WCFBA rozpoczęło działalność w Lusace (Zambia), następnie przeniesione w r. 1978 do Lome (Togo).

- Konferencja Plenarna SECAM ustanowiła oficjalnie BICAM w dniu 5 lipca 1981.

- W 1983 r. główna siedziba BICAM została przeniesiona z Lome do Nairobi (Kenia).

- W 1994 r. papież Jan Paweł II potwierdza misję BICAM:

Aby wierni rzeczywiście znali, kochali, rozważali i zachowywali w sercach słowo Boże (por. Łk 2, 19-51), należy pomnożyć wysiłki w celu ułatwienia dostępu do Pisma Świętego, zwłaszcza przez wydawanie przekładów całości lub części Biblii, przygotowanych — jeśli to możliwe — we współpracy z innymi Kościołami i Wspólnotami kościelnymi i zaopatrzonych we wskazówki dla czytelnika, które ułatwią modlitwę, lekturę w rodzinie czy we wspólnocie. Trzeba też pogłębiać formację biblijną duchowieństwa, zakonników, katechistów i wiernych świeckich w ogólności; dbać o należyte sprawowanie Liturgii Słowa; rozwijać apostolat biblijny przy pomocy Centrum Biblijnego dla Afryki i Madagaskaru (BICAM) i innych podobnych instytucji, które należy popierać na każdym szczeblu. Jednym słowem, należy dążyć do tego, by Pismo Święte trafiało do rąk wszystkich wiernych już w dzieciństwie (adhortacja apostolska Ecclesia in Africa n. 58).

- W czasie 12. Konferencji Plenarnej SECAM w Dakarze (Senegal) w październiku 2003 r. biskupi zdecydowali o przeniesieniu siedziby głównej BICAM z Nairobi do sekretariatu SECAM do Accry (Ghana). Decyzja została wprowadzona w życie 30 czerwca 2004 r.

## Główne cele BICAM
- Sprawić, by "wierni rzeczywiście znali, kochali, rozważali i zachowywali w sercach słowo Boże" (Ecclesia in Africa n. 58).
- Uczynić Biblię dostępną dla ludzi w Afryce w językach, które mogą zrozumieć.
- Promować duchowość biblijną wśród wiernych chrześcijan na wszystkich poziomach.
- Promować badania biblijne w perspektywie afrykańskiej w celu wcielenia Słowa Bożego w życie i kulturę ludzi.
- Promować i koordynować apostolat biblijny na wszystkich poziomach w Afryce i na Madagaskarze.
- Formować animatorów i promotorów apostolatu biblijnego, zwłaszcza na poziomie regionalnym i krajowym.
- Rozwijać współpracę z Towarzystwami Biblijnymi na poziomie kontynentalnym, regionalnym i krajowym.

## Działania
BICAM ściśle współpracuje z regionami i krajami Afryki, przede wszystkim poprzez:
- działania Konferencji Episkopatów
  - pomoc naukowa i techniczna w rozwijaniu i prowadzeniu programów i seminariów apostolatu biblijnego;
  - wszelkie inne działania w odpowiedzi na życzenie Konferencji Episkopatów SECAM oraz ich instytucji, a także członków Katolickiej Federacji Biblijnej.
- Działalność wydawniczą
  - Publikowanie biuletynów BICAM dla przedstawicieli apostolatu biblijnego w Afryce oraz dla partnerów i przyjaciół BICAM.
  - Publikowanie Biblijnego Biuletyny Pastoralnego jako forum dzielenia się pomysłami i doświadczeniami w apostolacie biblijnym w Afryce i przyległych wyspach.
  - Publikowanie relacji z kontynentalnych spotkań animatorów apostolatu biblijnego.
  - Publikowanie w miarę potrzeby broszur na temat apostolatu biblijnego o zasięgu kontynentalnym.